# Podulmorinus equus
Podulmorinus equus är en insektsart som beskrevs av Isaev in Anufriev och Alexander Fyodorovich Emeljanov 1988 66 . Podulmorinus equus ingår i släktet Podulmorinus och familjen dvärgstritar. Inga underarter finns listade i Catalogue of Life.